# Парозубчик гострий
Парозубчик гострий (Didymodon acutus) — вид мохів порядку потіальних (Pottiales).

## Поширення
Батьківщиною є Європа, Африка, Північна Америка, Південна Америка, Азія.

## Характеристика
Рослини невеликі, ≈ 5–10 мм заввишки, зеленувато-бурі, у щільних пучках. Стебла зазвичай прямі, прості. Листки щільно притиснуті, коли сухі, прямовисні, коли вологі, широкояйцеподібно-ланцетні, 1.3–1.7 × 0.60–0.65 мм. Коробочкові ніжки 6–11 мм завдовжки. Коробочка короткоциліндричні, 1.2–1.6 мм завдовжки. Спори 10–11 мкм у діаметрі, блідо-коричнево-зелені, від гладких до дрібнозернистих.

## Галерея

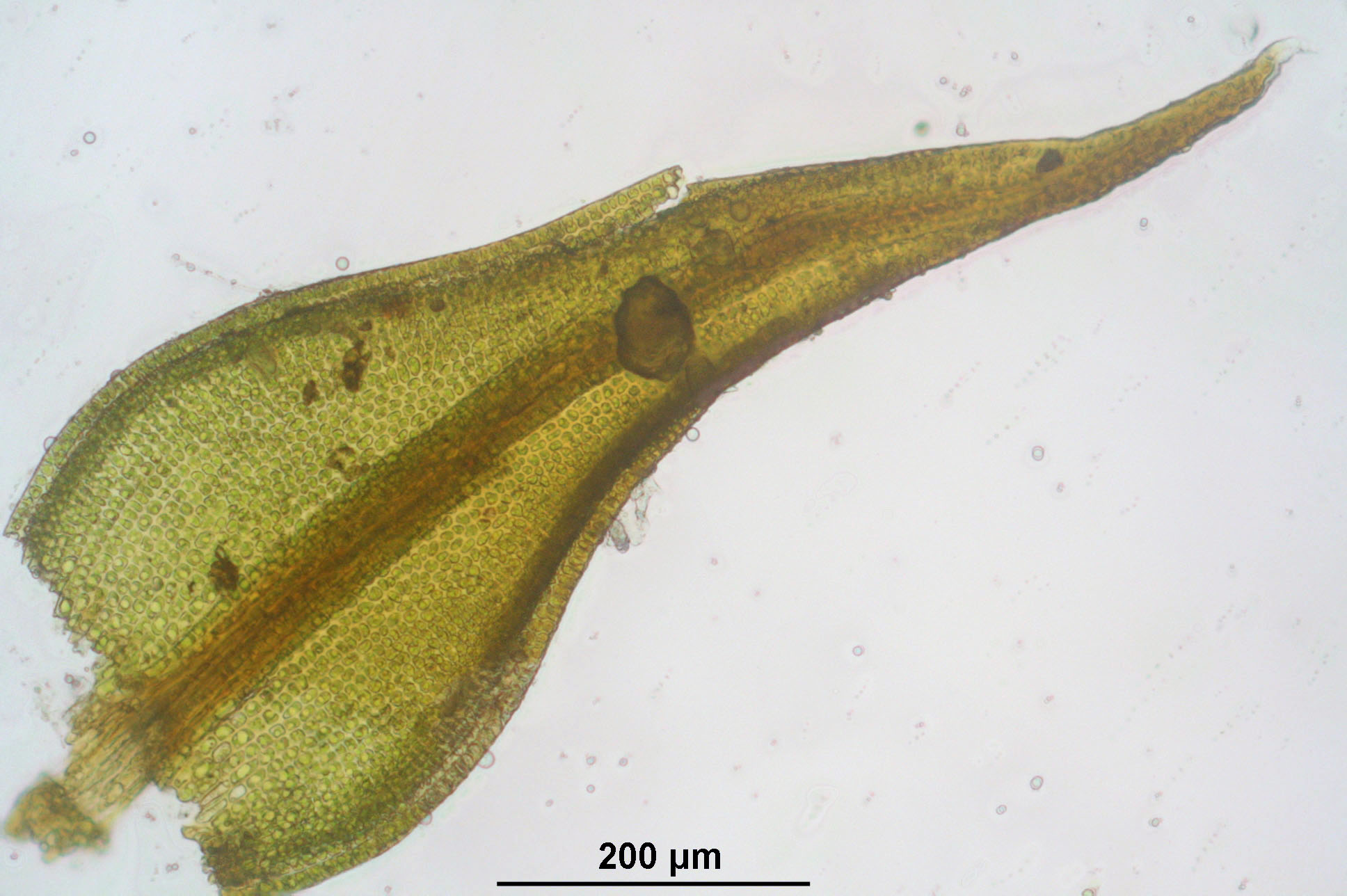
Листок
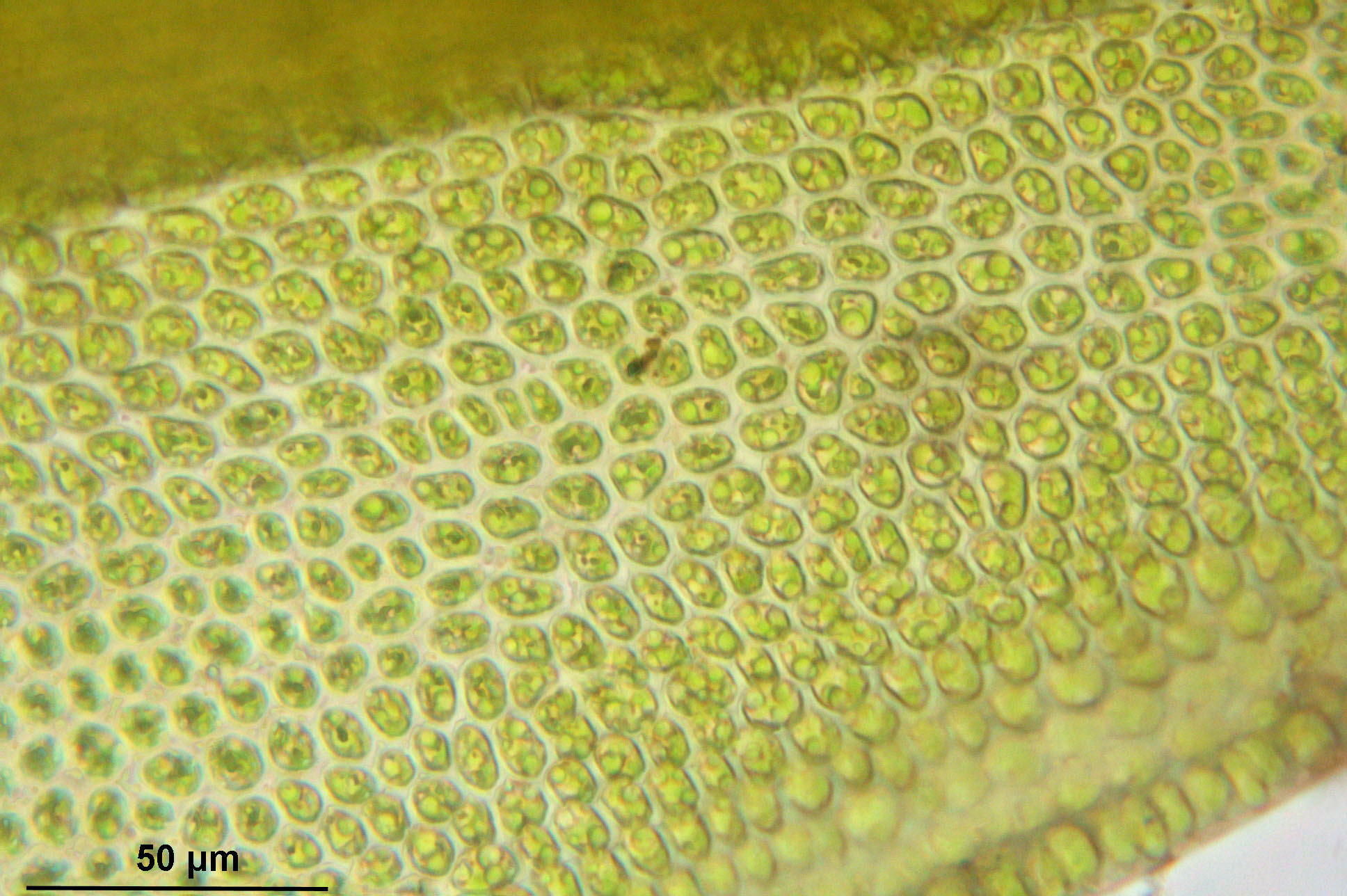
Листок